# Riksväg 159
Riksväg 159 (norska: Riksvei 159) är en riksväg i sydöstra Norge som går mellan Europaväg 6 vid Karihaugen i Oslo och riksväg 22 vid staden Lillestrøm i Lillestrøms kommun i Akershus fylke. Den passerar genom kommunerna Oslo, Lørenskog, Rælingen och Lillestrøm.
Vägen är cirka 10 kilometer lång och asfalterad. Den passerar bland annat genom Kjenn och förbi Strømmen.

## Anslutningar
Riksväg 159 ansluter till:
- Europaväg 6 (vid Karihaugen)
- Riksväg 163 (vid Robsrud)
- Fylkesväg 158 (vid Strømmen)
- Fylkesväg 120 (vid Lillestrøm)
- Riksväg 22 (vid Lillestrøm)

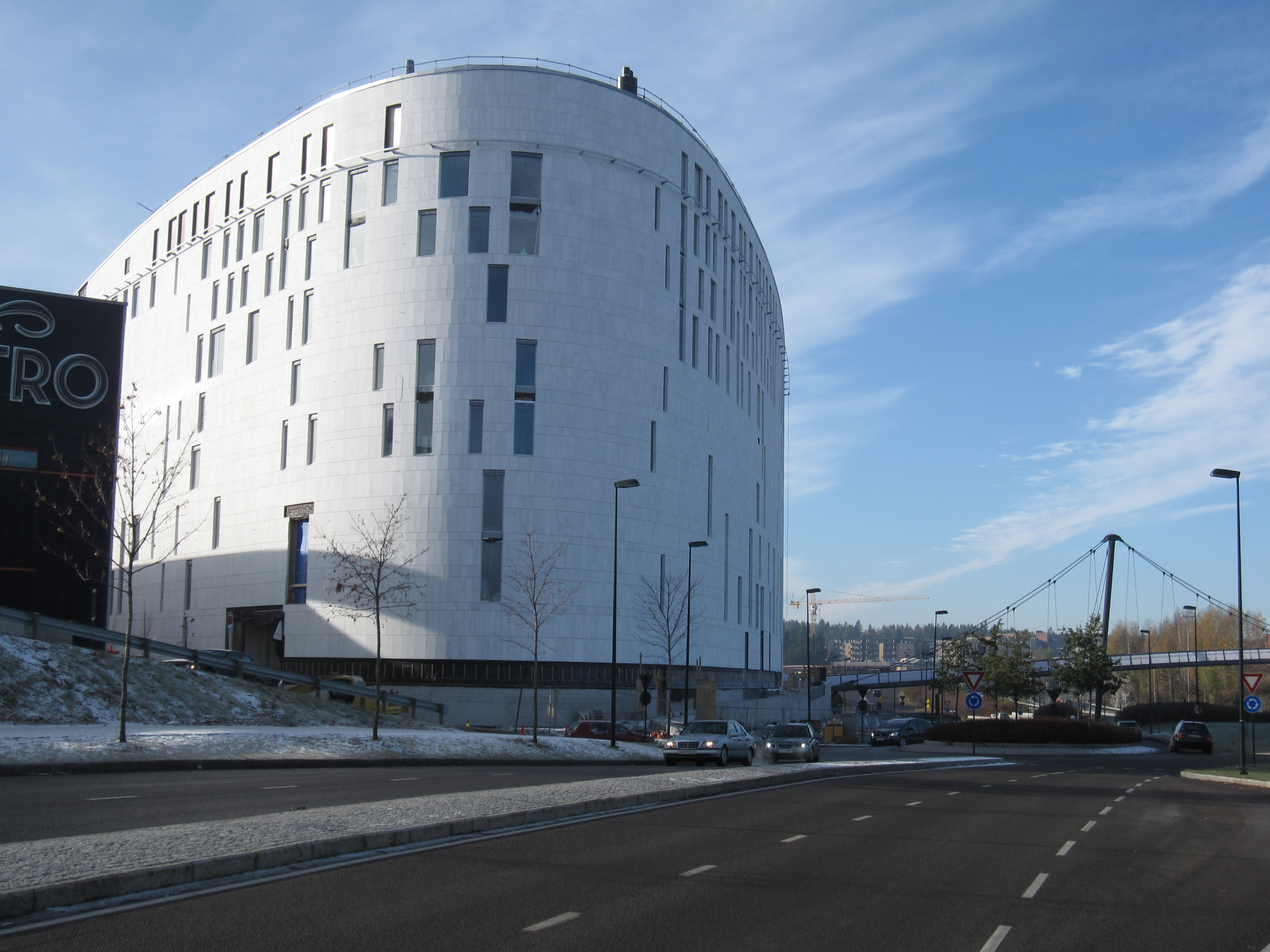
Riksväg 159 vid Kjenn.